# Lista orașelor din Japonia
Aceasta este o listă a orașelor (市 shi?) din Japonia, după prefectură, iar în interiorul prefecturii după anul fondării.
Tokio nu este inclus în listă deoarece nu mai există ca "oraș" din 1 iulie 1943. Tokio-ul este acum o zonă metropolitană specială (都 to?) cu 23 de sectoare (区 ku?).

## Aichi
- populație:2008-01-01[1]

| Nume            | Populația | Areal  | Densitatea | Fondat     | Sit                                                |
| --------------- | --------- | ------ | ---------- | ---------- | -------------------------------------------------- |
| Nagoya          | 2.239.464 | 326,45 | 6.860      | 1889-10-01 |                                                    |
| Toyohashi       | 377.045   | 261,35 | 1.443      | 1906-08-01 | Arhivat în 9 martie 2010, la Wayback Machine.      |
| Okazaki         | 371.380   | 387.24 | 959        | 1916-07-01 |                                                    |
| Ichinomiya      | 375.939   | 113,91 | 3.300      | 1921-09-01 |                                                    |
| Seto            | 132.311   | 111,61 | 1.185      | 1929-10-01 |                                                    |
| Handa           | 117.927   | 47,24  | 2.496      | 1937-10-01 | Arhivat în 11 octombrie 2007, la Wayback Machine.  |
| Kasugai         | 300.713   | 92,71  | 3.244      | 1943-06-01 |                                                    |
| Toyokawa        | 161.595   | 150,71 | 1.072      | 1943-06-01 |                                                    |
| Tsushima, Aichi | 65.646    | 25,08  | 2.617      | 1947-03-01 |                                                    |
| Hekinan         | 73.024    | 35,86  | 2.036      | 1948-04-05 |                                                    |
| Kariya          | 145.117   | 50,45  | 2.876      | 1950-04-01 |                                                    |
| Toyota          | 420.286   | 918,47 | 458        | 1951-03-01 |                                                    |
| Anjō            | 176.046   | 86,01  | 2.047      | 1952-05-05 |                                                    |
| Nishio          | 106.643   | 75,78  | 1.407      | 1953-12-15 |                                                    |
| Gamagōri        | 82.264    | 56,81  | 1.448      | 1954-04-01 | Arhivat în 27 septembrie 2007, la Wayback Machine. |
| Inuyama         | 75.304    | 74,97  | 1.004      | 1954-04-01 |                                                    |
| Tokoname        | 52.837    | 55,63  | 950        | 1954-04-01 |                                                    |
| Konan, Aichi    | 100.064   | 30,17  | 3.317      | 1954-06-01 |                                                    |
| Komaki          | 149.060   | 62,82  | 2.373      | 1955-01-01 |                                                    |
| Inazawa         | 137.475   | 79,30  | 1.734      | 1958-11-01 |                                                    |
| Tōkai           | 106.708   | 43,36  | 2.461      | 1969-04-01 |                                                    |
| Ōbu             | 83.097    | 33,68  | 2.467      | 1970-09-01 |                                                    |
| Chita           | 84.782    | 45,43  | 1.866      | 1970-09-01 |                                                    |
| Chiryū          | 68.216    | 16,34  | 4.175      | 1970-12-01 |                                                    |
| Owariasahi      | 79.197    | 21,03  | 3.766      | 1970-12-01 |                                                    |
| Takahama        | 43.467    | 13,00  | 3.344      | 1970-12-01 |                                                    |
| Iwakura         | 48.042    | 10,49  | 4.580      | 1971-12-01 |                                                    |
| Toyoake         | 69.124    | 23,18  | 2.982      | 1972-08-01 | Arhivat în 10 octombrie 2003, la Wayback Machine.  |
| Nisshin         | 80.921    | 34,90  | 2.319      | 1994-10-01 |                                                    |
| Tahara          | 66.698    | 188,81 | 353        | 2003-08-20 |                                                    |
| Aisai           | 65.481    | 66,63  | 983        | 2005-04-01 |                                                    |
| Kiyosu          | 56.635    | 13,31  | 4.255      | 2005-07-07 |                                                    |
| Shinshiro       | 51.326    | 499,00 | 103        | 2005-10-01 | Arhivat în 24 octombrie 2007, la Wayback Machine.  |
| Kitanagoya      | 80.112    | 18,37  | 4.361      | 2006-03-20 |                                                    |
| Yatomi          | 43.145    | 48,92  | 882        | 2006-04-01 | Arhivat în 9 mai 2006, la Wayback Machine.         |

## Akita
- populație:2008-01-01[2]

| Name      | Populație | Areal    | Densitate | Fondat     | Sit                                               |
| --------- | --------- | -------- | --------- | ---------- | ------------------------------------------------- |
| Akita     | 329.287   | 905,67   | 364       | 1889-04-01 |                                                   |
| Ōdate     | 80,587    | 913.70   | 88.2      | 1951-04-01 |                                                   |
| Kazuno    | 35.543    | 707,34   | 50,2      | 1972-04-01 |                                                   |
| Daisen    | 91.143    | 866,67   | 105       | 2005-03-22 | Arhivat în 26 ianuarie 2021, la Wayback Machine.  |
| Katagami  | 35.460    | 97,96    | 362       | 2005-03-22 | Arhivat în 26 martie 2010, la Wayback Machine.    |
| Kitaakita | 38.543    | 1.152.57 | 33,4      | 2005-03-22 |                                                   |
| Oga       | 34.194    | 240,80   | 142       | 2005-03-22 | Arhivat în 10 decembrie 2007, la Wayback Machine. |
| Yurihonjō | 87,525    | 1,209.04 | 72.4      | 2005-03-22 |                                                   |
| Yuzawa    | 53.588    | 790,72   | 67,8      | 2005-03-22 |                                                   |
| Semboku   | 30.885    | 1.093,64 | 28,2      | 2005-09-20 |                                                   |
| Yokote    | 101.234   | 693,60   | 146       | 2005-10-01 |                                                   |
| Nikaho    | 28.422    | 240,61   | 118       | 2005-10-01 |                                                   |
| Noshiro   | 61.295    | 426,74   | 144       | 2006-03-21 | Arhivat în 30 decembrie 2019, la Wayback Machine. |

## Aomori
- populație:2008-01-01[3]

| Nume        | Populație | Areal  | Densitate | Fondat     | Sit                                               |
| ----------- | --------- | ------ | --------- | ---------- | ------------------------------------------------- |
| Hachinohe   | 241,613   | 305.17 | 792       | 1929-05-01 |                                                   |
| Kuroishi    | 37,585    | 216.96 | 173       | 1954-07-01 |                                                   |
| Misawa      | 42,535    | 119.97 | 355       | 1958-09-01 |                                                   |
| Mutsu       | 62,220    | 863.79 | 72.0      | 1959-09-01 | Arhivat în 14 august 2012, la Wayback Machine.    |
| Towada      | 66,834    | 688.60 | 97.1      | 2005-01-01 | Arhivat în 22 februarie 2008, la Wayback Machine. |
| Tsugaru     | 38,919    | 253.85 | 153       | 2005-02-11 |                                                   |
| Goshogawara | 60,788    | 404.58 | 150       | 2005-03-28 | Arhivat în 13 ianuarie 2007, la Wayback Machine.  |
| Aomori      | 305,884   | 824.52 | 371       | 2005-04-01 |                                                   |
| Hirakawa    | 34,638    | 345.81 | 100       | 2006-01-01 |                                                   |
| Hirosaki    | 185,865   | 523.60 | 355       | 2006-02-27 |                                                   |

## Chiba
- populație:2008-01-01[4]

| Nume          | Populație | Areal  | Densitate | Fondat     | Sit                                                |
| ------------- | --------- | ------ | --------- | ---------- | -------------------------------------------------- |
| Chiba         | 938,695   | 272.08 | 3,450     | 1921-01-01 |                                                    |
| Chōshi        | 72,348    | 83.91  | 862       | 1933-02-11 |                                                    |
| Ichikawa      | 470,149   | 57.40  | 8,191     | 1934-11-03 |                                                    |
| Funabashi     | 586,762   | 85.64  | 6,851     | 1937-04-01 | Arhivat în 14 decembrie 2006, la Wayback Machine.  |
| Tateyama      | 49,987    | 110.21 | 454       | 1939-11-03 |                                                    |
| Kisarazu      | 123,743   | 138.73 | 892       | 1942-11-03 |                                                    |
| Matsudo       | 477,603   | 61.33  | 7,787     | 1943-04-01 |                                                    |
| Noda          | 153,422   | 103.54 | 1,482     | 1950-05-03 |                                                    |
| Mobara        | 93,032    | 100.01 | 930       | 1952-04-01 |                                                    |
| Narita        | 124,773   | 213.84 | 583       | 1954-03-31 |                                                    |
| Sakura, Chiba | 171,472   | 103.59 | 1,655     | 1954-03-31 |                                                    |
| Tōgane        | 61,591    | 89.34  | 689       | 1954-04-01 |                                                    |
| Narashino     | 159,758   | 20.99  | 7,611     | 1954-08-01 | Arhivat în 22 martie 2003, la Wayback Machine.     |
| Kashiwa       | 389,036   | 114.90 | 3,386     | 1954-09-01 |                                                    |
| Katsuura      | 21,413    | 94.20  | 227       | 1958-10-01 | Arhivat în 11 octombrie 2003, la Wayback Machine.  |
| Ichihara      | 279,591   | 368.20 | 759       | 1963-05-01 |                                                    |
| Nagareyama    | 156,686   | 35.28  | 4,441     | 1967-01-01 |                                                    |
| Yachiyo       | 184,655   | 51.27  | 3,602     | 1967-01-01 |                                                    |
| Abiko         | 133,533   | 43.19  | 3,092     | 1970-07-01 |                                                    |
| Kamagaya      | 104,564   | 21.11  | 4,953     | 1971-09-01 |                                                    |
| Kimitsu       | 89,350    | 318.83 | 280       | 1971-09-01 | Arhivat în 17 iunie 2010, la Wayback Machine.      |
| Futtsu        | 48,973    | 205.35 | 238       | 1971-09-01 | Arhivat în 17 februarie 2006, la Wayback Machine.  |
| Urayasu       | 159,312   | 17.29  | 9,214     | 1981-04-01 | Arhivat în 21 ianuarie 2013, la Wayback Machine.   |
| Yotsukaidō    | 85,738    | 34.70  | 2,471     | 1981-04-01 |                                                    |
| Sodegaura     | 59,443    | 94.92  | 626       | 1991-04-01 | Arhivat în 6 august 2003, la Wayback Machine.      |
| Yachimata     | 75,369    | 74.87  | 1,007     | 1992-04-01 |                                                    |
| Inzai         | 60,280    | 53.51  | 1,127     | 1996-04-01 | Arhivat în 20 septembrie 2003, la Wayback Machine. |
| Shiroi        | 57,151    | 35.41  | 1,614     | 2001-04-01 | Arhivat în 27 septembrie 2003, la Wayback Machine. |
| Tomisato      | 51,590    | 53.91  | 957       | 2002-04-01 | Arhivat în 22 august 2005, la Wayback Machine.     |
| Kamogawa      | 35,792    | 191.30 | 187       | 2005-02-11 |                                                    |
| Asahi         | 69,971    | 129.91 | 539       | 2005-07-01 |                                                    |
| Isumi         | 41,605    | 157.50 | 264       | 2005-12-05 |                                                    |
| Sōsa          | 41,361    | 101.78 | 406       | 2006-01-23 |                                                    |
| Minamibōsō    | 43,553    | 230.22 | 189       | 2006-03-20 |                                                    |
| Katori        | 85,193    | 262.31 | 325       | 2006-03-27 |                                                    |
| Sanmu         | 57,806    | 146.38 | 395       | 2006-03-27 |                                                    |

## Ehime
- populație:2008-01-01[5]

| Nume        | Populație | Areal  | Densitate | Fondat     | Sit                                               |
| ----------- | --------- | ------ | --------- | ---------- | ------------------------------------------------- |
| Matsuyama   | 515,068   | 429.03 | 1,201     | 1889-12-15 |                                                   |
| Niihama     | 123,329   | 234.30 | 526       | 1937-11-03 |                                                   |
| Shikokuchūō | 91,688    | 420.10 | 218       | 2004-04-01 |                                                   |
| Seiyo       | 43,476    | 514.79 | 84.5      | 2004-04-01 |                                                   |
| Tōon        | 35,517    | 211.45 | 168       | 2004-09-21 |                                                   |
| Saijō       | 112,543   | 509.05 | 221       | 2004-11-01 |                                                   |
| Ōzu         | 49,543    | 432.20 | 115       | 2005-01-11 |                                                   |
| Imabari     | 170,986   | 419.85 | 407       | 2005-01-16 |                                                   |
| Yawatahama  | 40,010    | 132.98 | 301       | 2005-03-28 |                                                   |
| Iyo         | 38,890    | 194.47 | 200       | 2005-04-01 | Arhivat în 14 decembrie 2006, la Wayback Machine. |
| Uwajima     | 86,819    | 469.52 | 185       | 2005-08-01 |                                                   |

## Fukui
- populație:2008-01-01[6]

| Nume         | Populație | Areal  | Densitate | Fondat     | Sit                                               |
| ------------ | --------- | ------ | --------- | ---------- | ------------------------------------------------- |
| Fukui        | 268,574   | 536.17 | 501       | 1889-04-01 |                                                   |
| Tsuruga      | 68,188    | 250.75 | 272       | 1937-04-01 | Arhivat în 1 februarie 2022, la Wayback Machine.  |
| Obama        | 31,486    | 232.86 | 135       | 1951-03-30 | Arhivat în 13 octombrie 2005, la Wayback Machine. |
| Ono, Fukui   | 36,763    | 872.30 | 42.1      | 1954-07-01 |                                                   |
| Katsuyama    | 26,333    | 253.68 | 104       | 1954-09-01 |                                                   |
| Sabae        | 67,430    | 84.75  | 796       | 1955-01-15 |                                                   |
| Awara        | 30,765    | 116.99 | 263       | 2004-03-01 | Arhivat în 13 aprilie 2009, la Wayback Machine.   |
| Echizen      | 87,116    | 230.75 | 378       | 2005-10-01 |                                                   |
| Sakai, Fukui | 92,420    | 209.91 | 440       | 2006-03-20 |                                                   |

## Fukuoka
- populație:2008-01-01[7]

| Nume          | Populație | Areal  | Densitate | Fondat     | Sit                                                |
| ------------- | --------- | ------ | --------- | ---------- | -------------------------------------------------- |
| Fukuoka       | 1,430,371 | 340.96 | 4,195     | 1889-04-01 | Arhivat în 20 ianuarie 2002, la Wayback Machine.   |
| Kurume        | 305,147   | 229.84 | 1,328     | 1889-04-01 |                                                    |
| Ōmuta         | 127,474   | 81.55  | 1,563     | 1917-03-01 | Arhivat în 12 ianuarie 2005, la Wayback Machine.   |
| Nōgata        | 57,319    | 61.78  | 928       | 1931-01-01 |                                                    |
| Tagawa        | 50,484    | 54.52  | 926       | 1943-11-03 |                                                    |
| Yanagawa      | 72,798    | 76.90  | 947       | 1952-04-01 |                                                    |
| Yame          | 42,241    | 98.66  | 428       | 1954-04-01 |                                                    |
| Chikugo       | 48,281    | 41.85  | 1,154     | 1954-04-01 | Arhivat în 11 septembrie 2005, la Wayback Machine. |
| Ōkawa         | 38,266    | 33.61  | 1,139     | 1954-04-01 |                                                    |
| Yukuhashi     | 70,064    | 69.83  | 1,003     | 1954-10-10 |                                                    |
| Buzen         | 27,578    | 111.17 | 248       | 1955-04-10 |                                                    |
| Nakama        | 45,549    | 15.98  | 2,850     | 1958-11-01 | Arhivat în 22 aprilie 2000, la Wayback Machine.    |
| Kitakyushu    | 986,998   | 487.71 | 2,024     | 1963-02-10 | Arhivat în 30 noiembrie 2003, la Wayback Machine.  |
| Ogōri         | 58,460    | 45.50  | 1,285     | 1972-04-01 |                                                    |
| Chikushino    | 98,914    | 87.78  | 1,127     | 1972-04-01 |                                                    |
| Kasuga        | 107,845   | 14.15  | 7,622     | 1972-04-01 |                                                    |
| Ōnojō         | 94,037    | 26.88  | 3,498     | 1972-04-01 |                                                    |
| Munakata      | 94,877    | 119.66 | 793       | 1981-04-01 |                                                    |
| Dazaifu       | 68,561    | 29.58  | 2,318     | 1982-04-01 | Arhivat în 19 septembrie 2003, la Wayback Machine. |
| Maebaru       | 68,025    | 104.50 | 651       | 1992-10-01 |                                                    |
| Koga, Fukuoka | 57,084    | 42.11  | 1,356     | 1997-10-01 | Arhivat în 4 ianuarie 2007, la Wayback Machine.    |
| Fukutsu       | 55,123    | 52.70  | 1,046     | 2005-01-24 |                                                    |
| Ukiha         | 32,277    | 117.55 | 275       | 2005-03-20 |                                                    |
| Miyawaka      | 30,793    | 139.99 | 220       | 2006-02-11 |                                                    |
| Asakura       | 57,881    | 246.73 | 235       | 2006-03-20 |                                                    |
| Iizuka        | 132,208   | 214.13 | 617       | 2006-03-26 |                                                    |
| Kama          | 44,431    | 135.18 | 329       | 2006-03-27 |                                                    |
| Miyama        | 42,219    | 105.12 | 402       | 2007-01-29 |                                                    |

## Fukushima
- populalație:2008-01-01[8]

| Nume            | Populație | Areal    | Denssitate | Fondat     | Homepage                                         |
| --------------- | --------- | -------- | ---------- | ---------- | ------------------------------------------------ |
| Aizuwakamatsu   | 129,388   | 383.03   | 338        | 1899-04-01 |                                                  |
| Fukushima       | 289,355   | 746.43   | 388        | 1907-04-01 |                                                  |
| Kōriyama        | 339,395   | 757.06   | 448        | 1924-09-01 | Arhivat în 16 mai 2017, la Wayback Machine.      |
| Sukagawa        | 80,336    | 279.55   | 287        | 1954-03-31 |                                                  |
| Sōma            | 38,543    | 197.67   | 195        | 1954-03-31 |                                                  |
| Iwaki           | 349,947   | 1,231.34 | 284        | 1966-10-01 | Arhivat în 11 aprilie 2010, la Wayback Machine.  |
| Tamura          | 42,221    | 458.30   | 92.1       | 2005-03-01 |                                                  |
| Shirakawa       | 65,665    | 305.30   | 215        | 2005-11-07 |                                                  |
| Nihonmatsu      | 61,698    | 344.65   | 179        | 2005-12-01 |                                                  |
| Minamisōma      | 71,761    | 398.50   | 180        | 2006-01-01 |                                                  |
| Date, Fukushima | 67,487    | 265.10   | 255        | 2006-01-01 | Arhivat în 10 ianuarie 2006, la Wayback Machine. |
| Kitakata        | 54,684    | 554.67   | 98.6       | 2006-01-04 |                                                  |
| Motomiya        | 31,737    | 87.94    | 361        | 2007-01-01 |                                                  |

## Gifu
- populație:2008-01-01[9]

| Nume           | Populație | Areal    | Densitate | Fondat     | Homepage                                           |
| -------------- | --------- | -------- | --------- | ---------- | -------------------------------------------------- |
| Gifu           | 412,779   | 202.89   | 2,034     | 1889-07-01 |                                                    |
| Ōgaki          | 163,047   | 206.52   | 789       | 1918-04-01 |                                                    |
| Takayama       | 94,879    | 2,177.67 | 43.6      | 1936-11-01 |                                                    |
| Tajimi         | 114,866   | 91.24    | 1,259     | 1940-08-01 | Arhivat în 27 septembrie 2003, la Wayback Machine. |
| Seki           | 92,896    | 472.84   | 196       | 1950-10-15 |                                                    |
| Nakatsugawa    | 83,116    | 676.38   | 123       | 1952-04-01 |                                                    |
| Mino, Gifu     | 22,912    | 117.05   | 196       | 1954-04-01 |                                                    |
| Mizunami       | 41,556    | 175.00   | 237       | 1954-04-01 |                                                    |
| Hashima        | 67,167    | 53.64    | 1,252     | 1954-04-01 | Arhivat în 14 septembrie 2008, la Wayback Machine. |
| Minokamo       | 53,988    | 74.81    | 722       | 1954-04-01 | Arhivat în 4 februarie 2007, la Wayback Machine.   |
| Toki           | 61,393    | 116.01   | 529       | 1955-02-01 |                                                    |
| Kakamigahara   | 145,126   | 87.77    | 1,653     | 1963-04-01 |                                                    |
| Kani           | 99,318    | 87.60    | 1,134     | 1982-04-01 | Arhivat în 20 august 2011, la Wayback Machine.     |
| Yamagata, Gifu | 29,857    | 222.04   | 134       | 2003-04-01 |                                                    |
| Mizuho         | 51,230    | 28.18    | 1,818     | 2003-05-01 |                                                    |
| Hida           | 28,112    | 792.31   | 35.5      | 2004-02-01 |                                                    |
| Motosu         | 34,729    | 374.57   | 92.7      | 2004-02-01 |                                                    |
| Gujō           | 46,338    | 1,030.79 | 45.0      | 2004-03-01 |                                                    |
| Gero           | 37,455    | 851.06   | 44.0      | 2004-03-01 |                                                    |
| Ena            | 54,844    | 504.19   | 109       | 2004-10-25 | Arhivat în 20 octombrie 2016, la Wayback Machine.  |
| Kaizu          | 38,532    | 112.31   | 343       | 2005-03-28 |                                                    |

## Gunma
- populație:2008-01-01[10]

| Nume        | Populație | Areal  | Densitate | Fondat     | Homepage                                           |
| ----------- | --------- | ------ | --------- | ---------- | -------------------------------------------------- |
| Maebashi    | 318,058   | 241.22 | 1,319     | 1892-04-01 |                                                    |
| Takasaki    | 341,838   | 401.01 | 852       | 1900-04-01 |                                                    |
| Kiryū       | 124,892   | 274.57 | 455       | 1921-03-01 | Arhivat în 19 septembrie 2003, la Wayback Machine. |
| Isesaki     | 204,240   | 139.33 | 1,466     | 1940-09-13 |                                                    |
| Ōta         | 214,049   | 176.49 | 1,213     | 1948-05-03 |                                                    |
| Numata      | 52,319    | 443.37 | 118       | 1954-04-01 |                                                    |
| Tatebayashi | 79,023    | 60.98  | 1,296     | 1954-04-01 |                                                    |
| Fujioka     | 68,710    | 180.09 | 382       | 1954-04-01 |                                                    |
| Shibukawa   | 86,134    | 240.42 | 358       | 2006-02-20 | Arhivat în 4 iunie 2008, la Wayback Machine.       |
| Annaka      | 62,270    | 276.34 | 225       | 2006-03-18 | Arhivat în 4 iulie 2007, la Wayback Machine.       |
| Tomioka     | 53,332    | 122.90 | 434       | 2006-03-27 |                                                    |
| Midori      | 51,964    | 208.23 | 250       | 2006-03-27 |                                                    |

## Hiroshima
- populație:2008-01-01[11]

| Nume               | Populație | Areal    | Densitate | Fondat     | Homepage                                         |
| ------------------ | --------- | -------- | --------- | ---------- | ------------------------------------------------ |
| Hiroshima          | 1,163,806 | 905.13   | 1,286     | 1889-04-01 |                                                  |
| Onomichi           | 148,085   | 284.85   | 520       | 1898-04-01 |                                                  |
| Kure               | 246,118   | 353.74   | 696       | 1902-10-01 |                                                  |
| Fukuyama           | 461,368   | 518.07   | 891       | 1916-07-01 |                                                  |
| Mihara             | 103,209   | 471.03   | 219       | 1936-11-15 |                                                  |
| Fuchu, Hiroshima   | 44,212    | 195.71   | 226       | 1954-03-31 |                                                  |
| Miyoshi, Hiroshima | 58,264    | 778.19   | 74.9      | 1954-03-31 |                                                  |
| Shōbara            | 41,747    | 1,246.60 | 33.5      | 1954-03-31 |                                                  |
| Ōtake              | 29,665    | 78.55    | 378       | 1954-09-01 |                                                  |
| Takehara           | 29,803    | 118.30   | 252       | 1958-11-03 | Arhivat în 7 noiembrie 2006, la Wayback Machine. |
| Higashihiroshima   | 187,711   | 635.32   | 295       | 1974-04-20 |                                                  |
| Hatsukaichi        | 115,184   | 489.36   | 235       | 1988-04-01 |                                                  |
| Akitakata          | 32,323    | 537.79   | 60.1      | 2004-03-01 |                                                  |
| Etajima            | 28,601    | 100.97   | 283       | 2004-11-01 |                                                  |

## Hokkaidō
- populație:2007-12-31[12]

| Nume             | Populație | Areal    | Densitate | Fondat     | Homepage                                           |
| ---------------- | --------- | -------- | --------- | ---------- | -------------------------------------------------- |
| Sapporo          | 1,882,609 | 1,121.12 | 1,679     | 1922-08-01 | Arhivat în 15 septembrie 2019, la Wayback Machine. |
| Hakodate         | 290,154   | 677.89   | 428       | 1922-08-01 |                                                    |
| Otaru            | 138,876   | 243.30   | 571       | 1922-08-01 | Arhivat în 20 septembrie 2003, la Wayback Machine. |
| Asahikawa        | 357,228   | 747.60   | 478       | 1922-08-01 |                                                    |
| Muroran          | 97,568    | 80.65    | 1,210     | 1922-08-01 |                                                    |
| Obihiro          | 170,066   | 618.94   | 275       | 1933-04-01 |                                                    |
| Yūbari           | 12,203    | 763.20   | 16.0      | 1943-04-01 | Arhivat în 31 august 2002, la Wayback Machine.     |
| Iwamizawa        | 92,364    | 481.10   | 192       | 1943-04-01 |                                                    |
| Abashiri         | 40,341    | 471.00   | 85.6      | 1947-02-11 |                                                    |
| Rumoi            | 26,295    | 297.44   | 88.4      | 1947-10-01 |                                                    |
| Tomakomai        | 173,986   | 561.49   | 310       | 1948-04-01 |                                                    |
| Wakkanai         | 40,629    | 760.83   | 53.4      | 1949-04-01 |                                                    |
| Bibai            | 27,849    | 277.61   | 100       | 1950-04-01 |                                                    |
| Ashibetsu        | 18,310    | 865.02   | 21.2      | 1953-04-01 |                                                    |
| Ebetsu           | 123,671   | 187.57   | 659       | 1954-07-01 |                                                    |
| Akabira          | 13,874    | 129.88   | 107       | 1954-07-01 | Arhivat în 20 februarie 2006, la Wayback Machine.  |
| Monbetsu         | 25,873    | 830.70   | 31.1      | 1954-07-01 |                                                    |
| Mikasa           | 11,454    | 302.64   | 37.8      | 1957-04-01 |                                                    |
| Nemuro           | 30,882    | 512.63   | 60.2      | 1957-08-01 |                                                    |
| Chitose          | 92,924    | 594.95   | 156       | 1958-07-01 | Arhivat în 5 septembrie 2016, la Wayback Machine.  |
| Takikawa         | 44,895    | 115.82   | 388       | 1958-07-01 | Arhivat în 9 martie 2010, la Wayback Machine.      |
| Sunagawa         | 19,641    | 78.69    | 250       | 1958-07-01 |                                                    |
| Utashinai        | 4,988     | 55.99    | 89.1      | 1958-07-01 |                                                    |
| Fukagawa         | 24,777    | 529.23   | 46.8      | 1963-05-01 | Arhivat în 31 decembrie 2009, la Wayback Machine.  |
| Furano           | 24,890    | 600.97   | 41.4      | 1966-05-01 |                                                    |
| Noboribetsu      | 53,340    | 212.11   | 251       | 1970-08-01 |                                                    |
| Eniwa            | 68,604    | 294.87   | 233       | 1970-11-01 |                                                    |
| Date, Hokkaidō   | 37,476    | 444.28   | 84.4      | 1972-04-01 |                                                    |
| Kitahiroshima    | 61,094    | 118.54   | 515       | 1996-09-01 |                                                    |
| Ishikari         | 61,474    | 721.86   | 85.2      | 1996-09-01 |                                                    |
| Shibetsu         | 23,197    | 1,119.29 | 20.7      | 2005-09-01 |                                                    |
| Kushiro          | 190,890   | 1,362.75 | 140       | 2005-10-11 | Arhivat în 23 martie 2006, la Wayback Machine.     |
| Hokuto, Hokkaidō | 49,506    | 397.30   | 125       | 2006-02-01 |                                                    |
| Kitami           | 127,328   | 1,427.56 | 89.2      | 2006-03-05 |                                                    |
| Nayoro           | 31,300    | 535.23   | 58.5      | 2006-03-27 |                                                    |

## Hyōgo
- populație:2008-01-01[13]

| Nume           | Populație | Areal  | Densitate | Fondat     | Homepage                                           |
| -------------- | --------- | ------ | --------- | ---------- | -------------------------------------------------- |
| Kobe           | 1,530,847 | 552.23 | 2,772     | 1889-04-01 |                                                    |
| Himeji         | 536,170   | 534.27 | 1,004     | 1889-04-01 | Arhivat în 7 septembrie 2019, la Wayback Machine.  |
| Amagasaki      | 461,202   | 49.77  | 9,267     | 1916-04-01 |                                                    |
| Akashi         | 292,162   | 49.24  | 5,933     | 1919-11-01 | Arhivat în 19 octombrie 2003, la Wayback Machine.  |
| Nishinomiya    | 477,056   | 99.96  | 4,772     | 1925-04-01 |                                                    |
| Ashiya         | 92,828    | 18.47  | 5,026     | 1940-11-10 | Arhivat în 27 iunie 2009, la Wayback Machine.      |
| Itami          | 194,488   | 24.97  | 7,789     | 1940-11-10 |                                                    |
| Aioi           | 31,973    | 90.45  | 353       | 1942-10-01 | Arhivat în 27 august 2005, la Wayback Machine.     |
| Toyooka        | 87,555    | 697.66 | 125       | 1950-04-01 |                                                    |
| Kakogawa       | 267,631   | 138.51 | 1,932     | 1950-06-15 | Arhivat în 30 septembrie 2003, la Wayback Machine. |
| Akō            | 51,277    | 126.88 | 404       | 1951-09-01 | Arhivat în 22 august 2005, la Wayback Machine.     |
| Takarazuka     | 222,071   | 101.80 | 2,181     | 1954-04-01 |                                                    |
| Miki           | 83,244    | 176.58 | 471       | 1954-06-01 |                                                    |
| Takasago       | 94,198    | 34.40  | 2,738     | 1954-07-01 | Arhivat în 11 ianuarie 2010, la Wayback Machine.   |
| Kawanishi      | 157,461   | 53.44  | 2,947     | 1954-08-01 |                                                    |
| Ono, Hyogo     | 49,664    | 92.92  | 534       | 1954-12-01 |                                                    |
| Sanda          | 113,600   | 210.22 | 540       | 1958-07-01 |                                                    |
| Kasai          | 48,435    | 150.95 | 321       | 1967-04-01 |                                                    |
| Tamba-Sasayama | 44,345    | 377.61 | 117       | 1999-04-01 | Arhivat în 5 februarie 2010, la Wayback Machine.   |
| Yabu           | 27,428    | 422.78 | 64.9      | 2004-04-01 |                                                    |
| Tamba          | 69,233    | 493.28 | 140       | 2004-11-01 | Arhivat în 19 mai 2005, la Wayback Machine.        |
| Minamiawaji    | 51,069    | 229.18 | 223       | 2005-01-11 |                                                    |
| Asago          | 34,084    | 402.98 | 84.6      | 2005-04-01 |                                                    |
| Awaji          | 47,849    | 184.21 | 260       | 2005-04-01 |                                                    |
| Shisō          | 42,302    | 658.60 | 64.2      | 2005-04-01 |                                                    |
| Nishiwaki      | 43,126    | 132.47 | 326       | 2005-10-01 | Arhivat în 31 august 2005, la Wayback Machine.     |
| Tatsuno        | 80,988    | 210.93 | 384       | 2005-10-01 | Arhivat în 11 ianuarie 2010, la Wayback Machine.   |
| Sumoto         | 48,631    | 182.47 | 267       | 2006-02-11 | Arhivat în 11 ianuarie 2010, la Wayback Machine.   |
| Katō           | 39,935    | 157.49 | 254       | 2006-03-20 |                                                    |

## Ibaraki
- populație:2008-01-01[14]

| Nume             | Populație | Areal  | Densitate | Fondat     | Homepage                                           |
| ---------------- | --------- | ------ | --------- | ---------- | -------------------------------------------------- |
| Mito             | 264,062   | 217.43 | 1,214     | 1889-04-01 |                                                    |
| Hitachi          | 195,844   | 225.55 | 868       | 1939-09-01 | Arhivat în 4 septembrie 2005, la Wayback Machine.  |
| Tsuchiura        | 143,986   | 113.82 | 1,265     | 1940-11-03 | [nefuncțională]                                    |
| Yūki             | 52,065    | 65.84  | 791       | 1954-03-15 |                                                    |
| Ryūgasaki        | 79,295    | 78.20  | 1,014     | 1954-03-20 | Arhivat în 18 septembrie 2008, la Wayback Machine. |
| Shimotsuma       | 45,918    | 80.88  | 568       | 1954-06-01 |                                                    |
| Jōsō             | 65,858    | 123.52 | 533       | 1954-07-10 |                                                    |
| Hitachiōta       | 58,461    | 372.01 | 157       | 1954-07-15 |                                                    |
| Takahagi         | 32,031    | 193.65 | 165       | 1954-11-23 |                                                    |
| Kitaibaraki      | 48,437    | 186.55 | 260       | 1956-03-31 | Arhivat în 8 februarie 2008, la Wayback Machine.   |
| Toride           | 109,953   | 69.96  | 1,572     | 1970-10-01 |                                                    |
| Ushiku           | 79,254    | 58.88  | 1,346     | 1986-06-01 | Arhivat în 13 octombrie 2003, la Wayback Machine.  |
| Tsukuba          | 207,314   | 284.07 | 730       | 1987-11-30 | Arhivat în 26 august 2005, la Wayback Machine.     |
| Hitachinaka      | 155,338   | 99.04  | 1,568     | 1994-11-01 |                                                    |
| Kashima, Ibaraki | 65,193    | 92.96  | 701       | 1995-09-01 |                                                    |
| Itako            | 31,103    | 62.67  | 496       | 2001-04-01 | Arhivat în 23 martie 2010, la Wayback Machine.     |
| Moriya           | 57,793    | 35.63  | 1,622     | 2002-02-02 |                                                    |
| Hitachiōmiya     | 46,729    | 348.38 | 134       | 2004-10-16 |                                                    |
| Naka             | 54,618    | 97.80  | 558       | 2005-01-21 | Arhivat în 23 august 2016, la Wayback Machine.     |
| Bandō            | 57,128    | 123.18 | 464       | 2005-03-22 |                                                    |
| Inashiki         | 48,125    | 178.12 | 270       | 2005-03-22 |                                                    |
| Chikusei         | 110,813   | 205.35 | 540       | 2005-03-28 |                                                    |
| Kasumigaura      | 44,450    | 118.77 | 374       | 2005-03-28 | Arhivat în 17 octombrie 2008, la Wayback Machine.  |
| Kamisu           | 93,538    | 147.24 | 635       | 2005-08-01 |                                                    |
| Namegata         | 39,117    | 166.33 | 235       | 2005-09-02 |                                                    |
| Koga, Ibaraki    | 144,392   | 123.58 | 1,168     | 2005-09-12 |                                                    |
| Ishioka          | 80,502    | 213.38 | 377       | 2005-10-01 | Arhivat în 20 decembrie 2008, la Wayback Machine.  |
| Sakuragawa       | 47,480    | 179.78 | 264       | 2005-10-01 |                                                    |
| Hokota           | 50,869    | 203.90 | 249       | 2005-10-11 |                                                    |
| Kasama           | 80,646    | 240.27 | 336       | 2006-03-19 |                                                    |
| Tsukubamirai     | 41,957    | 79.14  | 530       | 2006-03-27 |                                                    |
| Omitama          | 52,834    | 140.21 | 377       | 2006-03-27 |                                                    |

## Ishikawa
- populație:2008-01-01[15]

| Nume     | Populație | Areal  | Densitate | Fondat     | Homepage                                          |
| -------- | --------- | ------ | --------- | ---------- | ------------------------------------------------- |
| Kanazawa | 455,595   | 467.77 | 974       | 1889-04-01 |                                                   |
| Nanao    | 60,140    | 317.96 | 189       | 1939-07-20 |                                                   |
| Komatsu  | 109,285   | 371.13 | 294       | 1940-12-01 | Arhivat în 18 octombrie 2003, la Wayback Machine. |
| Suzu     | 17,111    | 247.20 | 69.2      | 1954-07-15 |                                                   |
| Hakui    | 23,963    | 81.96  | 292       | 1958-07-01 |                                                   |
| Kahoku   | 34,747    | 64.76  | 537       | 2004-03-01 |                                                   |
| Hakusan  | 110,563   | 755.17 | 146       | 2005-02-01 | Arhivat în 19 februarie 2007, la Wayback Machine. |
| Nomi     | 48,106    | 83.85  | 574       | 2005-02-01 |                                                   |
| Kaga     | 73,745    | 306.00 | 241       | 2005-10-01 |                                                   |
| Wajima   | 31,532    | 426.25 | 74.0      | 2006-02-01 |                                                   |

## Iwate
- populație:2008-01-01[16]

| Nume          | Populație | Areal    | Densitate | Fondat     | Homepage                                      |
| ------------- | --------- | -------- | --------- | ---------- | --------------------------------------------- |
| Morioka       | 299,746   | 886.47   | 338       | 1889-04-01 |                                               |
| Kamaishi      | 41,348    | 441.42   | 93.7      | 1937-05-05 |                                               |
| Ōfunato       | 42,119    | 323.28   | 130       | 1952-04-01 |                                               |
| Rikuzentakata | 23,961    | 232.29   | 103       | 1955-01-01 |                                               |
| Kitakami      | 94,806    | 437.55   | 217       | 1991-04-01 |                                               |
| Miyako        | 58,342    | 696.82   | 83.7      | 2005-06-06 |                                               |
| Hachimantai   | 29,993    | 862.25   | 34.8      | 2005-09-01 |                                               |
| Ichinoseki    | 123,155   | 1,133.10 | 109       | 2005-09-20 |                                               |
| Tōno          | 30,587    | 825.62   | 37.0      | 2005-10-01 |                                               |
| Hanamaki      | 103,718   | 908.32   | 114       | 2006-01-01 |                                               |
| Ninohe        | 30,685    | 420.31   | 73.0      | 2006-01-01 | Arhivat în 9 martie 2010, la Wayback Machine. |
| Ōshū          | 128,273   | 993.35   | 129       | 2006-02-20 |                                               |
| Kuji          | 37,824    | 623.14   | 60.7      | 2006-03-06 |                                               |

## Kagawa
- populație:2008-01-01[17]

| Nume          | Populație | Areal  | Densitate | Fondat     | Homepage |
| ------------- | --------- | ------ | --------- | ---------- | -------- |
| Takamatsu     | 418,557   | 375.11 | 1,116     | 1890-02-15 |          |
| Marugame      | 110,550   | 111.79 | 989       | 1899-04-01 |          |
| Sakaide       | 56,501    | 92.46  | 611       | 1942-07-01 |          |
| Zentsūji      | 35,180    | 39.88  | 882       | 1954-03-31 |          |
| Sanuki        | 54,832    | 158.90 | 345       | 2002-04-01 |          |
| Higashikagawa | 34,953    | 153.35 | 228       | 2003-04-01 |          |
| Mitoyo        | 69,997    | 222.66 | 314       | 2006-01-01 |          |
| Kan'onji      | 64,020    | 117.47 | 545       | 2007-03-12 |          |

## Kagoshima
- populație:2008-01-01[18]

| Nume             | Populație | Areal  | Densitate | Fondat     | Homepage                                           |
| ---------------- | --------- | ------ | --------- | ---------- | -------------------------------------------------- |
| Kagoshima        | 605,196   | 547.06 | 1,106     | 1889-04-01 |                                                    |
| Kanoya           | 105,673   | 448.33 | 236       | 1941-05-27 | Arhivat în 18 septembrie 2007, la Wayback Machine. |
| Makurazaki       | 24,400    | 74.88  | 326       | 1949-09-01 |                                                    |
| Akune            | 24,166    | 134.30 | 180       | 1952-04-01 |                                                    |
| Izumi, Kagoshima | 56,851    | 330.06 | 172       | 1954-04-01 | Arhivat în 28 septembrie 2003, la Wayback Machine. |
| Ōkuchi           | 21,504    | 291.89 | 73.7      | 1954-04-01 |                                                    |
| Ibusuki          | 45,455    | 149.01 | 305       | 1954-04-01 |                                                    |
| Minamisatsuma    | 40,386    | 283.35 | 143       | 1954-07-15 |                                                    |
| Nishinoomote     | 17,666    | 205.75 | 85.9      | 1958-10-01 | Arhivat în 11 octombrie 2003, la Wayback Machine.  |
| Tarumizu         | 18,078    | 162.01 | 112       | 1958-10-01 | Arhivat în 22 februarie 2007, la Wayback Machine.  |
| Satsumasendai    | 100,730   | 683.50 | 147       | 2004-10-12 | Arhivat în 20 octombrie 2004, la Wayback Machine.  |
| Hioki            | 51,472    | 253.06 | 203       | 2005-05-01 |                                                    |
| Soo              | 41,179    | 390.39 | 105       | 2005-07-01 |                                                    |
| Ichikikushikino  | 32,079    | 112.04 | 286       | 2005-10-11 |                                                    |
| Kirishima        | 127,726   | 603.68 | 212       | 2005-11-07 |                                                    |
| Shibushi         | 34,105    | 289.93 | 118       | 2006-01-01 |                                                    |
| Amami            | 48,116    | 306.20 | 157       | 2006-03-20 |                                                    |
| Minamikyūshū     | 40,891    | 357.85 | 114       | 2007-12-01 |                                                    |

## Kanagawa
- populație:2008-01-01[19]

| Nume           | Populație | Areal  | Densitate | Fondat     | Homepage |
| -------------- | --------- | ------ | --------- | ---------- | -------- |
| Yokohama       | 3,631,236 | 437.38 | 8,302     | 1889-04-01 |          |
| Yokosuka       | 421,397   | 100.68 | 4,186     | 1907-02-15 |          |
| Kawasaki       | 1,373,630 | 142.70 | 9,626     | 1924-07-01 |          |
| Hiratsuka      | 260,419   | 67.83  | 3,839     | 1932-04-01 |          |
| Kamakura       | 173,588   | 39.60  | 4,384     | 1939-11-03 |          |
| Fujisawa       | 402,628   | 69.51  | 5,792     | 1940-10-01 |          |
| Odawara        | 198,841   | 114.09 | 1,743     | 1940-12-20 |          |
| Chigasaki      | 231,005   | 35.71  | 6,469     | 1947-10-01 |          |
| Zushi          | 58,654    | 17.34  | 3,383     | 1954-04-15 |          |
| Sagamihara     | 706,342   | 328.84 | 2,148     | 1954-11-20 |          |
| Miura          | 49,371    | 32.28  | 1,529     | 1955-01-01 |          |
| Hadano         | 169,201   | 103.61 | 1,633     | 1955-01-01 |          |
| Atsugi         | 225,163   | 93.83  | 2,400     | 1955-02-01 |          |
| Yamato         | 223,127   | 27.06  | 8,246     | 1959-02-01 |          |
| Isehara        | 100,779   | 55.52  | 1,815     | 1971-03-01 |          |
| Ebina          | 126,035   | 26.48  | 4,760     | 1971-11-01 |          |
| Zama           | 127,582   | 17.58  | 7,257     | 1971-11-01 |          |
| Minamiashigara | 44,285    | 76.93  | 576       | 1972-04-01 |          |
| Ayase          | 82,083    | 22.28  | 3,684     | 1978-11-01 |          |

## Kōchi
- populație:2008-02-29[20]

| Nume         | Populație | Areal  | Densitate | Fondat     | Homepage                                          |
| ------------ | --------- | ------ | --------- | ---------- | ------------------------------------------------- |
| Kōchi        | 342,944   | 309.22 | 1,109     | 1889-04-01 |                                                   |
| Sukumo       | 23,771    | 286.11 | 83.1      | 1954-03-31 |                                                   |
| Aki          | 20,555    | 317.34 | 64.8      | 1954-08-01 |                                                   |
| Tosashimizu  | 17,421    | 266.54 | 65.4      | 1954-08-01 |                                                   |
| Susaki       | 25,679    | 135.46 | 190       | 1954-10-01 |                                                   |
| Tosa         | 29,726    | 91.59  | 325       | 1959-01-01 | Arhivat în 12 decembrie 2005, la Wayback Machine. |
| Muroto       | 17,683    | 248.25 | 71.2      | 1959-03-01 |                                                   |
| Nankoku      | 50,315    | 125.35 | 401       | 1959-10-01 | Arhivat în 8 octombrie 2003, la Wayback Machine.  |
| Shimanto     | 37,182    | 632.42 | 58.8      | 2005-04-10 |                                                   |
| Kami         | 29,144    | 538.22 | 54.1      | 2006-03-01 | Arhivat în 31 octombrie 2012, la Wayback Machine. |
| Konan, Kochi | 34,084    | 126.49 | 269       | 2006-03-01 |                                                   |

## Kumamoto
- populație:2008-01-01[21]

| Nume        | Populație | Areal  | Densitate | Fondat     | Homepage                                           |
| ----------- | --------- | ------ | --------- | ---------- | -------------------------------------------------- |
| Kumamoto    | 670,348   | 267.23 | 2,509     | 1889-04-01 | Arhivat în 23 aprilie 2003, la Wayback Machine.    |
| Yatsushiro  | 134,491   | 680.59 | 198       | 1940-09-01 |                                                    |
| Hitoyoshi   | 36,556    | 210.55 | 174       | 1942-02-11 | Arhivat în 1 aprilie 2010, la Wayback Machine.     |
| Arao        | 55,505    | 57.15  | 971       | 1942-04-01 | Arhivat în 29 august 2005, la Wayback Machine.     |
| Minamata    | 28,123    | 162.88 | 173       | 1949-04-01 |                                                    |
| Tamana      | 70,747    | 152.55 | 464       | 1954-04-01 |                                                    |
| Yamaga      | 56,741    | 299.67 | 189       | 1954-04-01 | Arhivat în 26 ianuarie 2005, la Wayback Machine.   |
| Kikuchi     | 51,471    | 276.66 | 186       | 1958-08-01 | Arhivat în 19 septembrie 2011, la Wayback Machine. |
| Uto         | 37,897    | 74.19  | 511       | 1958-10-01 |                                                    |
| Kamiamakusa | 31,051    | 126.13 | 246       | 2004-03-31 | Arhivat în 24 februarie 2009, la Wayback Machine.  |
| Uki         | 62,718    | 188.56 | 333       | 2005-01-15 |                                                    |
| Aso         | 29,149    | 376.25 | 77.5      | 2005-02-11 |                                                    |
| Kōshi       | 53,490    | 53.17  | 1,006     | 2006-02-27 |                                                    |
| Amakusa     | 93,047    | 683.17 | 136       | 2006-03-27 |                                                    |

## Kyoto
- populație:01-01-2008[22]

| Nume        | Populație | Areal (km²) | Densitate (loc./km²) | Fondat     | Homepage                                          |
| ----------- | --------- | ----------- | -------------------- | ---------- | ------------------------------------------------- |
| Kyoto       | 1.468.906 | 827,90      | 1.774                | 01-04-1889 |                                                   |
| Fukuchiyama | 80.836    | 552,57      | 146                  | 01-04-1937 |                                                   |
| Maizuru     | 90.461    | 342,15      | 264                  | 27-05-1943 |                                                   |
| Ayabe       | 37.081    | 347,11      | 107                  | 01-08-1950 | Arhivat în 10 februarie 2007, la Wayback Machine. |
| Uji         | 191.297   | 67,55       | 2.832                | 01-03-1951 |                                                   |
| Miyazu      | 20.565    | 169,32      | 121                  | 01-06-1954 |                                                   |
| Kameoka     | 93.641    | 224,90      | 416                  | 01-01-1955 |                                                   |
| Jōyō        | 80.795    | 32,74       | 2.468                | 03-05-1972 |                                                   |
| Mukō        | 55.137    | 7,67        | 7.189                | 01-10-1972 |                                                   |
| Nagaokakyō  | 79.031    | 19,18       | 4.120                | 01-10-1972 | Arhivat în 25 noiembrie 2005, la Wayback Machine. |
| Yawata      | 73.822    | 24,37       | 3.029                | 01-11-1977 |                                                   |
| Kyōtanabe   | 65.211    | 42,94       | 1.519                | 01-04-1997 | Arhivat în 13 octombrie 2012, la Wayback Machine. |
| Kyōtango    | 60.980    | 501,84      | 122                  | 01-04-2004 | Arhivat în 8 octombrie 2012, la Wayback Machine.  |
| Nantan      | 35.937    | 616,31      | 58,3                 | 01-06-2006 |                                                   |
| Kizugawa    | 66.783    | 85,12       | 785                  | 12-03-2007 |                                                   |
| Yosano      | 24.179    | 107,04      | 225,90               | 01-03-2006 |                                                   |

## Mie
- populație:2008-01-01[23]

| Nume      | Populație | Areal  | Densitate | Fondat     | Homepage                                          |
| --------- | --------- | ------ | --------- | ---------- | ------------------------------------------------- |
| Yokkaichi | 306,584   | 205.53 | 1,492     | 1897-08-01 |                                                   |
| Matsusaka | 169,571   | 623.82 | 272       | 1933-02-01 |                                                   |
| Kuwana    | 140,816   | 136.61 | 1,031     | 1937-04-01 |                                                   |
| Suzuka    | 197,437   | 194.67 | 1,014     | 1942-12-01 | Arhivat în 17 februarie 2007, la Wayback Machine. |
| Nabari    | 81,184    | 129.76 | 626       | 1954-03-31 | Arhivat în 22 februarie 2007, la Wayback Machine. |
| Owase     | 21,272    | 193.16 | 110       | 1954-06-20 | Arhivat în 6 iulie 2007, la Wayback Machine.      |
| Kameyama  | 50,304    | 190.91 | 263       | 1954-10-01 |                                                   |
| Toba      | 22,286    | 107.98 | 206       | 1954-11-01 |                                                   |
| Inabe     | 46,676    | 219.58 | 213       | 2003-12-01 |                                                   |
| Shima     | 56,758    | 179.70 | 316       | 2004-10-01 |                                                   |
| Iga       | 99,662    | 558.17 | 179       | 2004-11-01 |                                                   |
| Ise       | 133,547   | 208.53 | 640       | 2005-11-01 |                                                   |
| Kumano    | 20,477    | 373.63 | 54.8      | 2005-11-01 |                                                   |
| Tsu       | 289,215   | 710.81 | 407       | 2006-01-01 |                                                   |

## Miyagi
- populație:2008-01-01[24]

| Nume              | Populație | Areal  | Densitate | Fondat     | Homepage                                         |
| ----------------- | --------- | ------ | --------- | ---------- | ------------------------------------------------ |
| Sendai            | 1,029,552 | 783.54 | 1,314     | 1889-04-01 |                                                  |
| Ishinomaki        | 163,840   | 555.77 | 295       | 1933-04-01 |                                                  |
| Shiogama          | 58,057    | 17.86  | 3,251     | 1941-11-23 |                                                  |
| Shiroishi         | 38,629    | 286.47 | 135       | 1954-04-01 |                                                  |
| Natori            | 69,610    | 100.06 | 696       | 1958-10-01 |                                                  |
| Kakuda            | 32,559    | 147.58 | 221       | 1958-10-01 | Arhivat în 24 ianuarie 2001, la Wayback Machine. |
| Tagajō            | 63,200    | 19.65  | 3,216     | 1971-11-01 |                                                  |
| Iwanuma           | 44,595    | 60.72  | 734       | 1971-11-01 |                                                  |
| Tome              | 86,940    | 536.38 | 162       | 2005-04-01 |                                                  |
| Kurihara          | 77,862    | 804.93 | 96.7      | 2005-04-01 |                                                  |
| Higashimatsushima | 43,238    | 101.86 | 424       | 2005-04-01 |                                                  |
| Kesennuma         | 64,578    | 226.67 | 285       | 2006-03-31 |                                                  |
| Ōsaki             | 137,164   | 796.76 | 172       | 2006-03-31 |                                                  |

## Miyazaki
- populație:2008-01-01[25]

| Nume       | Populație | Areal  | Densitate | Fondat     | Homepage                                           |
| ---------- | --------- | ------ | --------- | ---------- | -------------------------------------------------- |
| Miyazaki   | 369,473   | 596.80 | 619       | 1924-04-01 |                                                    |
| Miyakonojō | 169,384   | 653.31 | 259       | 1924-04-01 |                                                    |
| Nobeoka    | 132,480   | 867.97 | 153       | 1933-02-11 |                                                    |
| Nichinan   | 43,264    | 294.46 | 147       | 1950-01-01 | Arhivat în 13 ianuarie 2008, la Wayback Machine.   |
| Kobayashi  | 40,514    | 474.23 | 85.4      | 1950-04-01 |                                                    |
| Hyūga      | 63,066    | 336.29 | 188       | 1951-04-01 |                                                    |
| Kushima    | 21,386    | 294.96 | 72.5      | 1954-11-03 | Arhivat în 7 martie 2011, la Wayback Machine.      |
| Saito      | 33,290    | 438.56 | 75.9      | 1958-11-01 | Arhivat în 28 septembrie 2003, la Wayback Machine. |
| Ebino      | 22,445    | 283.00 | 79.3      | 1970-12-01 |                                                    |

## Nagano
- populație:2008-01-01[26]

| Nume      | Populație | Areal  | Densitate | Fondat     | Homepage                                                 |
| --------- | --------- | ------ | --------- | ---------- | -------------------------------------------------------- |
| Matsumoto | 227,392   | 919.35 | 247       | 1907-05-01 |                                                          |
| Okaya     | 53,722    | 85.14  | 631       | 1936-04-01 |                                                          |
| Suwa      | 52,671    | 109.06 | 483       | 1941-08-10 | Arhivat în 17 iunie 2005, la Wayback Machine.            |
| Suzaka    | 53,097    | 149.84 | 354       | 1954-04-01 |                                                          |
| Komoro    | 45,333    | 98.66  | 459       | 1954-04-01 | Arhivat în 14 septembrie 2002, la Biblioteca Congresului |
| Komagane  | 34,696    | 165.92 | 209       | 1954-07-01 |                                                          |
| Ōmachi    | 31,276    | 564.99 | 55.4      | 1954-07-01 |                                                          |
| Iiyama    | 24,155    | 202.32 | 119       | 1954-08-01 |                                                          |
| Iida      | 107,129   | 658.76 | 163       | 1956-09-30 | Arhivat în 31 august 2009, la Wayback Machine.           |
| Chino     | 57,363    | 266.41 | 215       | 1958-08-01 |                                                          |
| Shiojiri  | 67,781    | 290.13 | 234       | 1959-04-01 | Arhivat în 20 iulie 2001, la Wayback Machine.            |
| Nagano    | 378,204   | 730.83 | 517       | 1966-10-16 |                                                          |
| Chikuma   | 63,305    | 119.84 | 528       | 2003-09-01 | Arhivat în 1 septembrie 2003, la Wayback Machine.        |
| Tōmi      | 31,211    | 112.30 | 278       | 2004-04-01 |                                                          |
| Nakano    | 46,295    | 112.06 | 413       | 2005-04-01 |                                                          |
| Saku      | 100,077   | 423.99 | 236       | 2005-04-01 |                                                          |
| Azumino   | 97,084    | 331.82 | 293       | 2005-10-01 |                                                          |
| Ueda      | 161,887   | 552.00 | 293       | 2006-03-06 |                                                          |
| Ina       | 71,937    | 667.81 | 108       | 2006-03-31 |                                                          |

## Nagasaki
- populație:2008-01-01[27]

| Nume               | Populație | Areal  | Densitate | Fondat     | Homepage                                          |
| ------------------ | --------- | ------ | --------- | ---------- | ------------------------------------------------- |
| Nagasaki           | 448,792   | 406.37 | 1,104     | 1889-04-01 | Arhivat în 30 decembrie 2015, la Wayback Machine. |
| Sasebo             | 254,650   | 364.00 | 700       | 1902-04-01 | Arhivat în 2 iulie 2004, la Wayback Machine.      |
| Shimabara          | 48,953    | 82.77  | 591       | 1940-04-01 |                                                   |
| Ōmura              | 89,650    | 126.34 | 710       | 1942-02-11 |                                                   |
| Tsushima, Nagasaki | 36,347    | 708.81 | 51.3      | 2004-03-01 |                                                   |
| Iki                | 30,352    | 138.50 | 219       | 2004-03-01 |                                                   |
| Gotō               | 42,447    | 420.77 | 101       | 2004-08-01 |                                                   |
| Isahaya            | 142,635   | 312.24 | 457       | 2005-03-01 |                                                   |
| Saikai             | 32,737    | 241.95 | 135       | 2005-04-01 |                                                   |
| Hirado             | 36,785    | 235.63 | 156       | 2005-10-01 | Arhivat în 16 aprilie 2009, la Wayback Machine.   |
| Unzen              | 48,701    | 206.92 | 235       | 2005-10-11 |                                                   |
| Matsuura           | 26,007    | 130.35 | 200       | 2006-01-01 |                                                   |
| Minamishimabara    | 52,347    | 169.88 | 308       | 2006-03-31 |                                                   |

## Nara
- populație:2008-01-01[28]

| Nume           | Populație | Areal  | Densitate | Fondat     | Homepage                                                 |
| -------------- | --------- | ------ | --------- | ---------- | -------------------------------------------------------- |
| Nara           | 367,393   | 276.84 | 1,327     | 1898-02-01 | Arhivat în 8 octombrie 2003, la Wayback Machine.         |
| Yamatotakada   | 69,473    | 16.49  | 4,213     | 1948-01-01 |                                                          |
| Yamatokōriyama | 90,223    | 42.68  | 2,114     | 1954-01-01 |                                                          |
| Tenri          | 70,702    | 86.37  | 819       | 1954-04-01 |                                                          |
| Kashihara      | 124,679   | 39.52  | 3,155     | 1956-02-11 |                                                          |
| Sakurai        | 60,699    | 98.92  | 614       | 1956-09-01 | Arhivat în 14 septembrie 2002, la Biblioteca Congresului |
| Gojō           | 36,002    | 292.05 | 123       | 1957-10-15 |                                                          |
| Gose           | 31,160    | 60.58  | 514       | 1958-03-31 |                                                          |
| Ikoma          | 115,359   | 53.18  | 2,169     | 1971-11-01 |                                                          |
| Kashiba        | 72,967    | 24.23  | 3,011     | 1991-10-01 |                                                          |
| Katsuragi      | 35,194    | 33.73  | 1,043     | 2004-10-01 |                                                          |
| Uda            | 35,895    | 247.62 | 145       | 2006-01-01 |                                                          |

## Niigata
- populație:2008-01-01[29]

| Nume         | Populație | Areal  | Densitate | Fondat     | Homepage                                           |
| ------------ | --------- | ------ | --------- | ---------- | -------------------------------------------------- |
| Niigata      | 813,053   | 726.10 | 1,120     | 1889-04-01 |                                                    |
| Nagaoka      | 281,222   | 840.88 | 334       | 1906-04-01 |                                                    |
| Kashiwazaki  | 93,506    | 442.70 | 211       | 1940-07-01 | Arhivat în 11 octombrie 2003, la Wayback Machine.  |
| Shibata      | 103,490   | 532.82 | 194       | 1947-01-01 | Arhivat în 17 octombrie 2003, la Wayback Machine.  |
| Ojiya        | 39,304    | 155.12 | 253       | 1954-03-10 |                                                    |
| Kamo         | 30,800    | 133.68 | 230       | 1954-03-10 |                                                    |
| Mitsuke      | 42,139    | 77.96  | 541       | 1954-03-31 |                                                    |
| Murakami     | 30,197    | 142.12 | 212       | 1954-03-31 | Arhivat în 28 august 2005, la Wayback Machine.     |
| Myōkō        | 36,837    | 445.52 | 82.7      | 1954-11-01 |                                                    |
| Jōetsu       | 206,175   | 973.32 | 212       | 1971-04-29 |                                                    |
| Sado         | 65,037    | 855.26 | 76.0      | 2004-03-01 |                                                    |
| Agano        | 46,158    | 192.72 | 240       | 2004-04-01 |                                                    |
| Uonuma       | 42,334    | 946.93 | 44.7      | 2004-11-01 | Arhivat în 27 septembrie 2007, la Wayback Machine. |
| Minamiuonuma | 62,518    | 584.82 | 107       | 2004-11-01 |                                                    |
| Itoigawa     | 48,653    | 746.24 | 65.2      | 2005-03-19 | Arhivat în 15 iunie 2004, la Wayback Machine.      |
| Tōkamachi    | 60,480    | 589.92 | 103       | 2005-04-01 | Arhivat în 29 ianuarie 2016, la Wayback Machine.   |
| Sanjō        | 103,199   | 432.01 | 239       | 2005-05-01 |                                                    |
| Tainai       | 32,165    | 265.18 | 121       | 2005-09-01 |                                                    |
| Gosen        | 55,936    | 351.87 | 159       | 2006-01-01 |                                                    |
| Tsubame      | 82,910    | 110.88 | 748       | 2006-03-20 |                                                    |

## Ōita
- populație:2008-01-01[30]

| Nume        | Populație | Areal  | Densitate | Fondat     | Homepage |
| ----------- | --------- | ------ | --------- | ---------- | -------- |
| Ōita        | 467,267   | 501.25 | 932       | 1911-04-01 |          |
| Beppu       | 127,345   | 125.15 | 1,018     | 1924-04-01 |          |
| Nakatsu     | 84,179    | 491.09 | 171       | 1929-04-20 |          |
| Hita        | 72,601    | 666.19 | 109       | 1940-12-11 |          |
| Saiki       | 78,675    | 903.44 | 87.1      | 1941-04-29 |          |
| Usuki       | 42,464    | 291.07 | 146       | 1950-04-01 |          |
| Tsukumi     | 20,561    | 79.53  | 259       | 1951-04-01 |          |
| Taketa      | 25,449    | 477.59 | 53.3      | 1954-03-31 |          |
| Bungotakada | 24,484    | 206.64 | 118       | 1954-05-31 |          |
| Usa         | 59,971    | 439.12 | 137       | 1967-04-01 |          |
| Bungo-ōno   | 40,409    | 603.36 | 67.0      | 2005-03-31 |          |
| Kitsuki     | 33,465    | 280.01 | 120       | 2005-10-01 |          |
| Yufu        | 35,298    | 319.16 | 111       | 2005-10-01 |          |
| Kunisaki    | 33,473    | 317.81 | 105       | 2006-03-31 |          |

## Okayama
- populație:2008-01-01[31]

| Nume      | Populație | Areal  | Densitate | Fondat     | Homepage                                          |
| --------- | --------- | ------ | --------- | ---------- | ------------------------------------------------- |
| Okayama   | 701,293   | 789.91 | 887       | 1889-06-01 | Arhivat în 19 octombrie 2009, la Wayback Machine. |
| Kurashiki | 472,452   | 354.71 | 1,332     | 1928-04-01 |                                                   |
| Tsuyama   | 109,493   | 506.36 | 216       | 1929-02-11 | Arhivat în 20 august 2012, la Wayback Machine.    |
| Tamano    | 65,723    | 103.63 | 634       | 1940-08-03 | Arhivat în 14 octombrie 2003, la Wayback Machine. |
| Kasaoka   | 55,987    | 136.03 | 412       | 1952-04-01 |                                                   |
| Ibara     | 44,423    | 243.36 | 183       | 1953-04-01 |                                                   |
| Sōja      | 66,789    | 212.00 | 315       | 1954-03-31 |                                                   |
| Takahashi | 37,573    | 547.01 | 68.7      | 1954-05-01 |                                                   |
| Niimi     | 35,022    | 793.27 | 44.1      | 1954-06-01 |                                                   |
| Bizen     | 39,117    | 258.23 | 151       | 1971-04-01 |                                                   |
| Setouchi  | 38,645    | 125.53 | 308       | 2004-11-01 |                                                   |
| Akaiwa    | 43,742    | 209.43 | 209       | 2005-03-07 |                                                   |
| Maniwa    | 50,405    | 828.43 | 60.8      | 2005-03-31 |                                                   |
| Mimasaka  | 31,550    | 429.19 | 73.5      | 2005-03-31 |                                                   |
| Asakuchi  | 37,108    | 66.46  | 558       | 2006-03-21 |                                                   |

## Okinawa
- populație:2008-01-01[32]

| Nume       | Populație | Areal  | Densitate | Fondat     | Homepage                                          |
| ---------- | --------- | ------ | --------- | ---------- | ------------------------------------------------- |
| Naha       | 314,162   | 39.23  | 7,963     | 1921-05-20 |                                                   |
| Ishigaki   | 46,489    | 229.00 | 195       | 1947-07-10 |                                                   |
| Ginowan    | 91,233    | 19.70  | 4,569     | 1962-07-01 | Arhivat în 18 martie 2010, la Wayback Machine.    |
| Urasoe     | 108,052   | 19.09  | 5,516     | 1970-07-01 |                                                   |
| Nago       | 60,598    | 210.30 | 278       | 1970-08-01 |                                                   |
| Itoman     | 56,171    | 46.63  | 1,200     | 1971-12-01 | Arhivat în 10 octombrie 2003, la Wayback Machine. |
| Okinawa    | 128,421   | 49.00  | 2,565     | 1974-04-01 |                                                   |
| Tomigusuku | 54,586    | 19.45  | 2,751     | 2002-04-01 | Arhivat în 9 martie 2007, la Wayback Machine.     |
| Uruma      | 114,087   | 86.03  | 1,313     | 2005-04-01 | Arhivat în 20 mai 2005, la Wayback Machine.       |
| Miyakojima | 52,777    | 204.54 | 275       | 2005-10-01 |                                                   |
| Nanjō      | 39,458    | 49.70  | 819       | 2006-01-01 |                                                   |

## Osaka
- populație:2008-01-01[33]

| Nume          | Populație | Areal  | Densitate | Fondat     | Homepage                                                 |
| ------------- | --------- | ------ | --------- | ---------- | -------------------------------------------------------- |
| Osaka         | 2,645,305 | 222.30 | 11,900    | 1889-04-01 | Arhivat în 4 aprilie 2008, la Wayback Machine.           |
| Sakai, Osaka  | 835,333   | 149.99 | 5,569     | 1889-04-01 | Arhivat în 11 noiembrie 2012, la Wayback Machine.        |
| Kishiwada     | 200,538   | 72.24  | 2,776     | 1922-11-01 |                                                          |
| Toyonaka      | 387,269   | 36.38  | 10,645    | 1936-10-15 |                                                          |
| Ikeda         | 104,426   | 22.09  | 4,727     | 1939-04-29 |                                                          |
| Suita         | 354,600   | 36.11  | 9,820     | 1940-04-01 |                                                          |
| Izumiōtsu     | 78,014    | 12.80  | 6,095     | 1942-04-01 | Arhivat în 28 septembrie 2003, la Wayback Machine.       |
| Takatsuki     | 354,228   | 105.31 | 3,364     | 1943-01-01 |                                                          |
| Kaizuka       | 90,447    | 43.99  | 2,056     | 1943-05-01 |                                                          |
| Moriguchi     | 146,294   | 12.73  | 11,492    | 1946-11-01 |                                                          |
| Hirakata      | 406,201   | 65.08  | 6,242     | 1947-08-01 |                                                          |
| Ibaraki       | 272,240   | 76.52  | 3,558     | 1948-01-01 |                                                          |
| Yao           | 273,244   | 41.71  | 6,551     | 1948-04-01 |                                                          |
| Izumisano     | 99,636    | 55.03  | 1,811     | 1948-04-01 | Arhivat în 13 august 2006, la Wayback Machine.           |
| Tondabayashi  | 122,205   | 39.66  | 3,081     | 1950-04-01 | Arhivat în 26 februarie 2007, la Wayback Machine.        |
| Neyagawa      | 239,029   | 24.73  | 9,666     | 1951-05-03 |                                                          |
| Kawachinagano | 114,428   | 109.61 | 1,044     | 1954-04-01 | Arhivat în 14 septembrie 2002, la Biblioteca Congresului |
| Matsubara     | 125,274   | 16.66  | 7,519     | 1955-02-01 | Arhivat în 19 februarie 2007, la Wayback Machine.        |
| Daitō         | 125,847   | 18.27  | 6,888     | 1956-04-01 | Arhivat în 16 decembrie 2008, la Wayback Machine.        |
| Izumi, Osaka  | 179,352   | 84.98  | 2,110     | 1956-09-01 | Arhivat în 24 august 2005, la Wayback Machine.           |
| Minoh, Osaka  | 127,757   | 47.84  | 2,671     | 1956-12-01 |                                                          |
| Kashiwara     | 75,875    | 25.39  | 2,988     | 1958-10-01 |                                                          |
| Habikino      | 118,281   | 26.44  | 4,474     | 1959-01-15 | Arhivat în 31 martie 2004, la Wayback Machine.           |
| Kadoma        | 130,026   | 12.28  | 10,588    | 1963-08-01 |                                                          |
| Settsu        | 84,330    | 14.88  | 5,667     | 1966-11-01 |                                                          |
| Takaishi      | 60,077    | 11.35  | 5,293     | 1966-11-01 |                                                          |
| Fujiidera     | 65,892    | 8.89   | 7,412     | 1966-11-01 | Arhivat în 16 aprilie 2007, la Wayback Machine.          |
| Higashiōsaka  | 509,157   | 61.81  | 8,237     | 1967-02-01 | Arhivat în 5 octombrie 2003, la Wayback Machine.         |
| Sennan        | 64,916    | 48.48  | 1,339     | 1970-07-01 | Arhivat în 11 februarie 2007, la Wayback Machine.        |
| Shijōnawate   | 57,239    | 18.74  | 3,054     | 1970-07-01 |                                                          |
| Katano        | 77,853    | 25.55  | 3,047     | 1971-11-03 |                                                          |
| Ōsakasayama   | 58,661    | 11.86  | 4,946     | 1987-10-01 |                                                          |
| Hannan        | 56,853    | 36.10  | 1,575     | 1991-10-01 | Arhivat în 4 martie 2007, la Wayback Machine.            |

## Saga
- populație:2008-01-01[34]

| Nume          | Populație | Areal  | Densitate | Fondat     | Homepage                                   |
| ------------- | --------- | ------ | --------- | ---------- | ------------------------------------------ |
| Tosu          | 66,842    | 71.73  | 932       | 1954-04-01 |                                            |
| Imari         | 57,604    | 254.99 | 226       | 1954-04-01 |                                            |
| Kashima, Saga | 31,326    | 112.10 | 279       | 1954-04-01 | Arhivat în 5 mai 2010, la Wayback Machine. |
| Taku          | 22,165    | 96.93  | 229       | 1954-05-01 |                                            |
| Karatsu       | 129,194   | 487.45 | 265       | 2005-01-01 |                                            |
| Ogi           | 45,516    | 95.85  | 475       | 2005-03-01 |                                            |
| Saga          | 239,932   | 431.42 | 556       | 2005-10-01 |                                            |
| Ureshino      | 29,644    | 126.51 | 234       | 2006-01-01 |                                            |
| Takeo         | 50,788    | 195.44 | 260       | 2006-03-01 |                                            |
| Kanzaki       | 33,449    | 125.01 | 268       | 2006-03-20 |                                            |

## Saitama
- populație:2008-01-01[35]

| Nume             | Populație | Areal  | Densitate | Fondat     | Homepage                                          |
| ---------------- | --------- | ------ | --------- | ---------- | ------------------------------------------------- |
| Kawagoe          | 335,693   | 109.16 | 3,075     | 1922-12-01 | Arhivat în 13 februarie 2007, la Wayback Machine. |
| Kawaguchi        | 492,675   | 55.75  | 8,837     | 1933-04-01 | Arhivat în 19 octombrie 2003, la Wayback Machine. |
| Gyōda            | 87,462    | 67.37  | 1,298     | 1949-05-03 |                                                   |
| Chichibu         | 69,139    | 577.69 | 120       | 1950-04-01 |                                                   |
| Tokorozawa       | 338,560   | 71.99  | 4,703     | 1950-11-03 |                                                   |
| Hannō            | 84,053    | 193.16 | 435       | 1954-01-01 | Arhivat în 19 februarie 2007, la Wayback Machine. |
| Kazo             | 67,862    | 59.40  | 1,142     | 1954-05-03 |                                                   |
| Higashimatsuyama | 90,840    | 65.33  | 1,390     | 1954-07-01 | Arhivat în 19 octombrie 2003, la Wayback Machine. |
| Sayama           | 156,634   | 49.04  | 3,194     | 1954-07-01 |                                                   |
| Hanyū            | 56,820    | 58.55  | 970       | 1954-09-01 |                                                   |
| Kōnosu           | 119,768   | 67.49  | 1,775     | 1954-09-30 |                                                   |
| Ageo             | 222,479   | 45.55  | 4,884     | 1958-07-15 |                                                   |
| Sōka             | 237,964   | 27.42  | 8,678     | 1958-11-01 |                                                   |
| Koshigaya        | 318,592   | 60.31  | 5,283     | 1958-11-03 |                                                   |
| Warabi           | 70,410    | 5.10   | 13,806    | 1959-04-01 |                                                   |
| Toda             | 118,591   | 18.17  | 6,527     | 1966-10-01 |                                                   |
| Iruma            | 148,203   | 44.74  | 3,313     | 1966-11-01 |                                                   |
| Hatogaya         | 60,208    | 6.22   | 9,680     | 1967-03-01 | Arhivat în 23 octombrie 2003, la Wayback Machine. |
| Asaka            | 126,902   | 18.38  | 6,904     | 1967-03-15 | Arhivat în 20 octombrie 2003, la Wayback Machine. |
| Shiki            | 68,531    | 9.06   | 7,564     | 1970-10-26 |                                                   |
| Wakō             | 78,575    | 11.04  | 7,117     | 1970-10-31 | Arhivat în 12 decembrie 2003, la Wayback Machine. |
| Niiza            | 155,926   | 22.80  | 6,839     | 1970-11-01 | Arhivat în 5 octombrie 2006, la Wayback Machine.  |
| Okegawa          | 74,703    | 25.26  | 2,957     | 1970-11-03 | Arhivat în 14 ianuarie 2008, la Wayback Machine.  |
| Kuki             | 71,667    | 25.35  | 2,827     | 1971-10-01 | Arhivat în 27 august 2005, la Wayback Machine.    |
| Kitamoto         | 69,903    | 19.84  | 3,523     | 1971-11-03 | Arhivat în 24 februarie 2007, la Wayback Machine. |
| Yashio           | 78,601    | 18.03  | 4,359     | 1972-01-15 |                                                   |
| Fujimi           | 105,286   | 19.70  | 5,344     | 1972-04-10 |                                                   |
| Misato           | 128,956   | 30.16  | 4,276     | 1972-05-03 |                                                   |
| Hasuda           | 63,375    | 27.27  | 2,324     | 1972-10-01 |                                                   |
| Sakado           | 99,680    | 40.97  | 2,433     | 1976-09-01 |                                                   |
| Satte            | 53,485    | 33.95  | 1,575     | 1986-10-01 | Arhivat în 19 februarie 2007, la Wayback Machine. |
| Tsurugashima     | 70,131    | 17.73  | 3,955     | 1991-09-01 | Arhivat în 17 iulie 2005, la Wayback Machine.     |
| Hidaka           | 55,454    | 47.50  | 1,167     | 1991-10-01 |                                                   |
| Yoshikawa        | 63,050    | 31.62  | 1,994     | 1996-04-01 |                                                   |
| Saitama          | 1,192,418 | 217.49 | 5,483     | 2001-05-01 |                                                   |
| Kumagaya         | 204,853   | 159.88 | 1,281     | 2005-10-01 |                                                   |
| Kasukabe         | 236,854   | 65.98  | 3,590     | 2005-10-01 |                                                   |
| Fujimino         | 103,724   | 14.67  | 7,070     | 2005-10-01 |                                                   |
| Fukaya           | 146,128   | 137.58 | 1,062     | 2006-01-01 |                                                   |
| Honjō            | 81,805    | 89.71  | 912       | 2006-01-10 |                                                   |

## Shiga
- populație:2008-01-01[36]

| Nume         | Populație | Areal  | Densitate | Fondat     | Homepage                                          |
| ------------ | --------- | ------ | --------- | ---------- | ------------------------------------------------- |
| Ōtsu         | 329,024   | 464.10 | 709       | 1898-10-01 |                                                   |
| Hikone       | 110,945   | 196.84 | 564       | 1937-02-11 | Arhivat în 1 mai 2011, la Wayback Machine.        |
| Ōmihachiman  | 69,116    | 153.09 | 451       | 1954-03-31 |                                                   |
| Kusatsu      | 123,512   | 67.92  | 1,818     | 1954-10-15 |                                                   |
| Moriyama     | 74,263    | 54.81  | 1,355     | 1970-07-01 | Arhivat în 23 octombrie 2016, la Wayback Machine. |
| Rittō        | 62,353    | 52.75  | 1,182     | 2001-10-01 |                                                   |
| Kōka         | 94,007    | 481.69 | 195       | 2004-10-01 | Arhivat în 6 februarie 2008, la Wayback Machine.  |
| Yasu         | 49,821    | 81.07  | 615       | 2004-10-01 |                                                   |
| Konan, Shiga | 55,144    | 70.49  | 782       | 2004-10-01 |                                                   |
| Takashima    | 52,967    | 693.00 | 76.4      | 2005-01-01 | Arhivat în 18 februarie 2006, la Wayback Machine. |
| Higashiōmi   | 117,487   | 388.58 | 302       | 2005-02-11 |                                                   |
| Maibara      | 40,757    | 250.46 | 163       | 2005-02-14 | Arhivat în 30 august 2009, la Wayback Machine.    |
| Nagahama     | 83,555    | 247.01 | 338       | 2006-02-13 | Arhivat în 30 decembrie 2016, la Wayback Machine. |

## Shimane
- populație:2008-01-01[37]

| Nume   | Populație | Areal  | Densitate | Fondat     | Homepage                                         |
| ------ | --------- | ------ | --------- | ---------- | ------------------------------------------------ |
| Matsue | 195,875   | 530.27 | 369       | 1889-04-01 | Arhivat în 25 ianuarie 2018, la Wayback Machine. |
| Izumo  | 146,115   | 543.48 | 269       | 1941-11-03 |                                                  |
| Masuda | 50,980    | 733.16 | 69.5      | 1952-08-01 |                                                  |
| Yasugi | 42,997    | 420.97 | 102       | 1954-04-01 |                                                  |
| Gōtsu  | 26,958    | 268.51 | 100       | 1954-04-01 |                                                  |
| Unnan  | 43,269    | 553.37 | 78.2      | 2004-11-01 |                                                  |
| Hamada | 61,325    | 689.60 | 88.9      | 2005-10-01 |                                                  |
| Ōda    | 39,593    | 436.11 | 90.8      | 2005-10-01 | Arhivat în 10 august 2016, la Wayback Machine.   |

## Shizuoka
- populație:2008-01-01[38]

| Nume       | Populație | Areal    | Densitate | Fondat     | Homepage                                          |
| ---------- | --------- | -------- | --------- | ---------- | ------------------------------------------------- |
| Shizuoka   | 710,944   | 1,388.78 | 512       | 1889-04-01 |                                                   |
| Hamamatsu  | 811,431   | 1,511.17 | 537       | 1911-07-01 |                                                   |
| Numazu     | 206,818   | 187.11   | 1,105     | 1923-07-01 |                                                   |
| Atami      | 40,524    | 61.56    | 658       | 1937-04-10 | Arhivat în 26 aprilie 2012, la Wayback Machine.   |
| Mishima    | 112,320   | 62.13    | 1,808     | 1941-04-29 |                                                   |
| Fujinomiya | 122,122   | 314.81   | 388       | 1942-06-01 | Arhivat în 25 octombrie 2008, la Wayback Machine. |
| Itō        | 72,038    | 124.13   | 580       | 1947-08-10 |                                                   |
| Shimada    | 95,762    | 195.40   | 490       | 1948-01-01 |                                                   |
| Iwata      | 172,583   | 164.08   | 1,052     | 1948-04-01 |                                                   |
| Yaizu      | 120,331   | 46.01    | 2,615     | 1951-03-01 |                                                   |
| Kakegawa   | 118,660   | 265.63   | 447       | 1954-03-31 |                                                   |
| Fujieda    | 129,637   | 140.74   | 921       | 1954-03-31 |                                                   |
| Gotenba    | 88,078    | 194.63   | 453       | 1955-02-11 |                                                   |
| Fukuroi    | 85,163    | 108.56   | 784       | 1958-11-03 |                                                   |
| Fuji       | 237,279   | 214.10   | 1,108     | 1966-11-01 |                                                   |
| Shimoda    | 25,784    | 104.70   | 246       | 1971-01-01 |                                                   |
| Susono     | 53,740    | 138.39   | 388       | 1971-01-01 |                                                   |
| Kosai      | 44,545    | 55.08    | 809       | 1972-01-01 |                                                   |
| Izu        | 35,911    | 363.97   | 98.7      | 2004-04-01 |                                                   |
| Omaezaki   | 35,015    | 65.85    | 532       | 2004-04-01 |                                                   |
| Kikugawa   | 47,702    | 94.24    | 506       | 2005-01-17 |                                                   |
| Izunokuni  | 49,711    | 94.71    | 525       | 2005-04-01 |                                                   |
| Makinohara | 49,726    | 111.50   | 446       | 2005-10-11 |                                                   |

## Tochigi
- populație:2008-01-01[39]

| Nume            | Populație | Areal    | Densitate | Fondat     | Homepage                                           |
| --------------- | --------- | -------- | --------- | ---------- | -------------------------------------------------- |
| Utsunomiya      | 507,833   | 416.84   | 1,218     | 1896-04-01 |                                                    |
| Ashikaga        | 157,793   | 177.82   | 887       | 1921-01-01 |                                                    |
| Tochigi         | 81,601    | 122.06   | 669       | 1937-04-01 | Arhivat în 5 martie 2010, la Wayback Machine.      |
| Kanuma          | 103,690   | 490.62   | 211       | 1948-10-10 |                                                    |
| Oyama           | 162,283   | 171.61   | 946       | 1954-03-31 |                                                    |
| Mooka           | 66,705    | 111.76   | 597       | 1954-10-01 | Arhivat în 19 septembrie 2003, la Wayback Machine. |
| Ōtawara         | 78,563    | 354.12   | 222       | 1954-12-01 |                                                    |
| Yaita           | 35,462    | 170.66   | 208       | 1958-11-01 |                                                    |
| Nasushiobara    | 115,633   | 592.82   | 195       | 2005-01-01 |                                                    |
| Sano            | 123,034   | 356.07   | 346       | 2005-02-28 | Arhivat în 19 martie 2008, la Wayback Machine.     |
| Sakura, Tochigi | 42,403    | 125.46   | 338       | 2005-03-28 |                                                    |
| Nasukarasuyama  | 30,433    | 174.42   | 174       | 2005-10-01 |                                                    |
| Shimotsuke      | 59,459    | 74.58    | 797       | 2006-01-10 |                                                    |
| Nikkō           | 92,181    | 1,449.87 | 63.6      | 2006-03-20 |                                                    |

## Tokushima
- populație:2008-01-01[40]

| Nume               | Populație | Areal  | Densitate | Fondat     | Homepage                                         |
| ------------------ | --------- | ------ | --------- | ---------- | ------------------------------------------------ |
| Tokushima          | 266,370   | 191.39 | 1,392     | 1889-10-01 |                                                  |
| Naruto             | 62,453    | 135.46 | 461       | 1947-03-15 |                                                  |
| Komatsushima       | 41,540    | 45.24  | 918       | 1951-06-01 | Arhivat în 4 februarie 2012, la Wayback Machine. |
| Anan               | 77,099    | 279.39 | 276       | 1958-05-01 |                                                  |
| Yoshinogawa        | 44,905    | 144.19 | 311       | 2004-10-01 |                                                  |
| Mima               | 33,520    | 367.38 | 91.2      | 2005-03-01 |                                                  |
| Awa                | 40,303    | 190.97 | 211       | 2005-04-01 |                                                  |
| Miyoshi, Tokushima | 32,329    | 721.48 | 44.8      | 2006-03-01 |                                                  |

## Tokyo
- populație:2008-01-01[41]

| Nume            | Populație | Areal  | Densitate | Fondat     | Homepage                                          |
| --------------- | --------- | ------ | --------- | ---------- | ------------------------------------------------- |
| Hachiōji        | 567,367   | 186.31 | 3,045     | 1917-09-01 |                                                   |
| Tachikawa       | 175,639   | 24.38  | 7,204     | 1940-12-01 | Arhivat în 23 octombrie 2008, la Wayback Machine. |
| Musashino       | 138,516   | 10.73  | 12,909    | 1947-11-03 |                                                   |
| Mitaka          | 180,797   | 16.50  | 10,957    | 1950-11-03 | Arhivat în 26 octombrie 2006, la Wayback Machine. |
| Ōme             | 141,708   | 103.26 | 1,372     | 1951-04-01 | Arhivat în 17 ianuarie 2010, la Wayback Machine.  |
| Fuchu, Tokyo    | 248,445   | 29.34  | 8,468     | 1954-04-01 |                                                   |
| Akishima        | 111,763   | 17.33  | 6,449     | 1954-05-01 | Arhivat în 1 mai 2009, la Wayback Machine.        |
| Chōfu           | 219,053   | 21.53  | 10,174    | 1955-04-01 |                                                   |
| Machida         | 413,786   | 71.63  | 5,777     | 1958-02-01 |                                                   |
| Koganei         | 115,116   | 11.33  | 10,160    | 1958-10-01 |                                                   |
| Kodaira         | 185,829   | 20.46  | 9,083     | 1962-10-01 |                                                   |
| Hino            | 179,482   | 27.53  | 6,520     | 1963-11-03 |                                                   |
| Higashimurayama | 146,585   | 17.17  | 8,537     | 1964-04-01 |                                                   |
| Kokubunji       | 118,801   | 11.48  | 10,349    | 1964-11-03 |                                                   |
| Kunitachi       | 73,362    | 8.15   | 9,001     | 1967-01-01 |                                                   |
| Fussa           | 60,413    | 10.24  | 5,900     | 1970-07-01 |                                                   |
| Komae           | 78,237    | 6.39   | 12,244    | 1970-10-01 |                                                   |
| Higashiyamato   | 81,445    | 13.54  | 6,015     | 1970-10-01 |                                                   |
| Kiyose          | 73,518    | 10.19  | 7,215     | 1970-10-01 | Arhivat în 1 iulie 2007, la Wayback Machine.      |
| Higashikurume   | 115,405   | 12.92  | 8,932     | 1970-10-01 |                                                   |
| Musashimurayama | 68,333    | 15.37  | 4,446     | 1970-11-03 | Arhivat în 26 ianuarie 2010, la Wayback Machine.  |
| Tama            | 149,404   | 21.08  | 7,087     | 1971-11-01 | Arhivat în 15 iulie 2008, la Wayback Machine.     |
| Inagi           | 80,772    | 17.97  | 4,495     | 1971-11-01 |                                                   |
| Hamura          | 56,984    | 9.91   | 5,750     | 1991-11-01 |                                                   |
| Akiruno         | 80,268    | 73.34  | 1,094     | 1995-09-01 |                                                   |
| Nishitōkyō      | 193,350   | 15.85  | 12,199    | 2001-01-21 |                                                   |

## Tottori
- populație:2008-01-01[42]

| Nume        | Populație | Areal  | Densitate | Fondat     | Homepage                                          |
| ----------- | --------- | ------ | --------- | ---------- | ------------------------------------------------- |
| Tottori     | 200,315   | 765.66 | 262       | 1889-10-01 | Arhivat în 19 ianuarie 2005, la Wayback Machine.  |
| Yonago      | 149,140   | 132.21 | 1,128     | 1927-04-01 | Arhivat în 26 noiembrie 2007, la Wayback Machine. |
| Kurayoshi   | 51,453    | 272.15 | 189       | 1953-10-01 | Arhivat în 31 decembrie 2007, la Wayback Machine. |
| Sakaiminato | 35,908    | 28.79  | 1,247     | 1956-04-01 | Arhivat în 25 iulie 2016, la Wayback Machine.     |

## Toyama
- populație:2008-01-01[43]

| Nume       | Populație | Areal    | Densitate | Fondat     | Homepage                                         |
| ---------- | --------- | -------- | --------- | ---------- | ------------------------------------------------ |
| Toyama     | 421,116   | 1,241.85 | 339       | 1889-04-01 |                                                  |
| Uozu       | 45,945    | 200.63   | 229       | 1952-04-01 |                                                  |
| Himi       | 53,316    | 230.47   | 231       | 1952-08-01 |                                                  |
| Namerikawa | 33,789    | 54.61    | 619       | 1954-03-01 |                                                  |
| Tonami     | 49,396    | 126.96   | 389       | 1954-04-01 |                                                  |
| Oyabe      | 32,656    | 134.11   | 244       | 1962-08-01 |                                                  |
| Nanto      | 57,061    | 668.86   | 85.3      | 2004-11-01 | Arhivat în 1 decembrie 2005, la Wayback Machine. |
| Takaoka    | 178,965   | 209.38   | 855       | 2005-11-01 |                                                  |
| Imizu      | 94,691    | 109.18   | 867       | 2005-11-01 |                                                  |
| Kurobe     | 42,612    | 426.34   | 99.9      | 2006-03-31 |                                                  |

## Wakayama
- populație:2008-01-01[44]

| Nume      | Populație | Areal    | Densitate | Fondat     | Homepage                                          |
| --------- | --------- | -------- | --------- | ---------- | ------------------------------------------------- |
| Wakayama  | 372,175   | 209.23   | 1,779     | 1889-04-01 |                                                   |
| Kainan    | 55,877    | 101.18   | 552       | 1934-05-01 | Arhivat în 10 februarie 2021, la Wayback Machine. |
| Tanabe    | 80,478    | 1,026.77 | 78.4      | 1942-05-20 |                                                   |
| Gobō      | 26,335    | 43.93    | 599       | 1954-04-01 |                                                   |
| Arida     | 31,194    | 36.92    | 845       | 1956-05-01 |                                                   |
| Shingū    | 32,654    | 255.43   | 128       | 2005-10-01 |                                                   |
| Kinokawa  | 67,192    | 228.24   | 294       | 2005-11-07 |                                                   |
| Hashimoto | 67,505    | 130.31   | 518       | 2006-03-01 |                                                   |
| Iwade     | 51,843    | 38.50    | 1,347     | 2006-04-01 |                                                   |

## Yamagata
- populație:2008-01-01[45]

| Nume               | Populație | Areal    | Densitate | Fondat     | Homepage                                          |
| ------------------ | --------- | -------- | --------- | ---------- | ------------------------------------------------- |
| Yamagata, Yamagata | 255,370   | 381.34   | 670       | 1889-04-01 | Arhivat în 19 octombrie 2003, la Wayback Machine. |
| Yonezawa           | 91,704    | 548.74   | 167       | 1889-04-01 |                                                   |
| Shinjō             | 39,808    | 223.08   | 178       | 1949-04-01 |                                                   |
| Sagae              | 43,299    | 139.08   | 311       | 1954-08-01 |                                                   |
| Kaminoyama         | 35,086    | 240.95   | 146       | 1954-10-01 |                                                   |
| Murayama           | 27,586    | 196.83   | 140       | 1954-11-01 |                                                   |
| Nagai              | 30,285    | 214.69   | 141       | 1954-11-15 |                                                   |
| Tendō              | 63,470    | 113.01   | 562       | 1958-10-01 |                                                   |
| Higashine          | 46,141    | 207.17   | 223       | 1958-11-03 |                                                   |
| Obanazawa          | 19,937    | 372.32   | 53.5      | 1959-04-10 |                                                   |
| Nan'yō             | 34,542    | 160.70   | 215       | 1967-04-01 |                                                   |
| Tsuruoka           | 140,097   | 1,311.51 | 107       | 2005-10-01 |                                                   |
| Sakata             | 114,964   | 602.79   | 191       | 2005-11-01 |                                                   |

## Yamaguchi
- populație:2008-01-01[46]

| Nume         | Populație | Areal  | Densitate | Fondat     | Homepage                                           |
| ------------ | --------- | ------ | --------- | ---------- | -------------------------------------------------- |
| Ube          | 176,370   | 287.69 | 613       | 1921-11-01 |                                                    |
| Hōfu         | 116,393   | 188.59 | 617       | 1936-08-25 |                                                    |
| Kudamatsu    | 54,026    | 89.36  | 605       | 1939-11-03 | Arhivat în 12 februarie 2008, la Wayback Machine.  |
| Mine         | 17,355    | 228.25 | 76.0      | 1954-03-31 | Arhivat în 24 octombrie 2020, la Wayback Machine.  |
| Shūnan       | 150,299   | 656.25 | 229       | 2003-04-21 |                                                    |
| Hikari       | 53,274    | 91.94  | 579       | 2004-10-04 |                                                    |
| Shimonoseki  | 286,073   | 716.06 | 400       | 2005-02-13 |                                                    |
| Yanai        | 35,438    | 139.90 | 253       | 2005-02-21 |                                                    |
| Hagi         | 55,831    | 698.87 | 79.9      | 2005-03-06 | Arhivat în 8 august 2005, la Wayback Machine.      |
| Nagato       | 39,825    | 357.92 | 111       | 2005-03-22 |                                                    |
| San'yō-Onoda | 65,523    | 132.99 | 493       | 2005-03-22 |                                                    |
| Yamaguchi    | 192,008   | 730.23 | 263       | 2005-10-01 |                                                    |
| Iwakuni      | 146,885   | 872.71 | 168       | 2006-03-20 | Arhivat în 26 septembrie 2009, la Wayback Machine. |

## Yamanashi
- populație:2008-01-01[47]

| Nume              | Populație | Areal  | Densitate | Fondat     | Homepage                                          |
| ----------------- | --------- | ------ | --------- | ---------- | ------------------------------------------------- |
| Kōfu              | 199,374   | 212.41 | 939       | 1889-07-01 |                                                   |
| Fujiyoshida       | 51,879    | 121.83 | 426       | 1951-03-20 |                                                   |
| Tsuru             | 34,439    | 161.58 | 213       | 1954-04-29 |                                                   |
| Ōtsuki            | 29,869    | 280.30 | 107       | 1954-08-08 |                                                   |
| Nirasaki          | 33,539    | 143.73 | 233       | 1954-10-10 | Arhivat în 30 iunie 2004, la Wayback Machine.     |
| Minami-Alps       | 72,295    | 264.06 | 274       | 2003-04-01 |                                                   |
| Kai               | 74,077    | 71.94  | 1,030     | 2004-09-01 |                                                   |
| Fuefuki           | 71,184    | 201.92 | 353       | 2004-10-12 |                                                   |
| Hokuto, Yamanashi | 47,754    | 602.89 | 79.2      | 2004-11-01 |                                                   |
| Uenohara          | 28,295    | 170.65 | 166       | 2005-02-13 | Arhivat în 7 noiembrie 2015, la Wayback Machine.  |
| Yamanashi         | 38,202    | 289.87 | 132       | 2005-03-22 | Arhivat în 1 septembrie 2000, la Wayback Machine. |
| Kōshū             | 35,072    | 264.01 | 133       | 2005-11-01 |                                                   |
| Chūō              | 31,875    | 31.81  | 1,002     | 2006-02-20 |                                                   |